# 歐華路
真福歐華路（西班牙語：Álvaro del Portillo，1914年3月11日—1994年3月23日）主教，為一名出身於西班牙的天主教主教及主業會創始者施禮華蒙席的首位繼承者及主業會首任監督。他在成為神職人員前是名工程師。歐華路是主業會在中文刊物中所使用的中文名稱，其原名可翻譯為阿爾瓦羅·德·波蒂略，如加上母姓則為阿爾瓦羅·德爾·波蒂略·y·迭斯·德·蘇拉樂（西班牙語：Álvaro del Portillo y Diez de Sollano）。他是最早受主業會培訓神學而成為神父的三人中的其中一位，也以助理及聽告解的神父的身分協助施禮華多年。在施禮華神父辭世後他則擔起主業會的管理者一職，並見證主業會從俗世團體獲得個人監督區的身分並擔任首任監督。
在2012年6月28日教宗本篤十六世將他列為可敬者，開啟他的封聖手續。2013年教宗方濟各批示承認了一項關於他的奇蹟事件，這表示他的宣福案已經進入最後階段。

## 簡傳
如同許多主業會的早期成員，歐華路是西班牙人，1914年3月11日他生於馬德里。其父雷蒙·德·波蒂略（西班牙語：Ramón del Portillo）娶了來自墨西哥的其母金文泰納·迭斯·德·蘇拉樂（西班牙語：Clementina Diez de Sollano）。他原先攻讀土木工程學並且在1941年於馬德里康普頓斯大學的土木工程學院取得博士學位。並有以工程師的身分在多個水利局任職過。此外為了作為神職人員的訓練他亦有攻讀哲學及文學，還有教會法的學位。

### 與主業會的關係

歐華路主教牧徽

1935年他加入了當時剛草創七年左右的主業會，並在施禮華神父的指導下接受神職培訓。1939年就逐漸開始接受主業會的派遣在西班牙進行活動。當施禮華神父期望能讓主業會有更多自身所培訓的神職人員來協助教務及給予成員宗教上的服務時，歐華路就前往羅馬為此請求教宗的同意，並由馬德里主教里歐波鐸·依荷·葛瑞（Leopoldo Eijo y Garay）於該年年底成立聖十字司鐸會。1944年6月25日，他與若瑟瑪利亞·何南德（西班牙語：José María Hernández Garnica）和若瑟路易斯·莫熙傑（西班牙語：José Luis Múzquiz）由馬德里主教賦予了神父的身分，自此他們成為主業會除創立人施禮華神父以外最早的三位神父。
1946年為使主業會成立能獲得教廷的批准，他比施禮華神父早幾個月前往羅馬安排事宜，最後由教宗庇護十二世給予主業會俗世會的教會法身分，在此之前主業會只是一個信眾的虔誠團體。此後就陪伴施禮華神父在羅馬定居，並以秘書總長的身分協助施禮華神父管理主業會的事務多年。此外他也在教廷的多個部會供職。當梵蒂岡第二次大公會議舉行時他亦有參與會議所需的各項職務。他就這樣陪伴施禮華管理主業會大大小小的事務，直到1975年6月26日施禮華過世。

### 繼承主業會
1975年9月15日，主業會依施禮華留下的會規選出其繼承者，歐華路神父獲得了此一職責。之後在1982年11月28日教宗若望保祿二世將主業會改制為個人監督區形式的自治社團，並任命歐華路神父為首任監督。1990年12月7日若望保祿二世給予歐華路神父維塔（Vita）領銜主教的頭銜，並於1991年1月6日，親自按立歐華路為主教。

### 逝世及宣福
1994年3月23日的清晨，歐華路主教從聖地朝聖回到羅馬數小時後，便與世長辭。他剛於3月22日（星期二）在耶路撒冷的最後晚餐廳聖堂舉行了他最後一台的感恩祭，他的遺體隨即安放在羅馬和平之后監督座堂內供信眾吊唁，教宗若望保祿二世更親自到埸為歐華路的靈魂安息祈禱。
2012年6月28日教宗本篤十六世將他列為可敬者，2014年6月28日教宗方濟各冊封他為真福品。